# Karlheinz Klotz
Karlheinz Klotz (República Federal Alemana, 10 de marzo de 1950) es un atleta alemán retirado, especializado en la prueba de 4 x 100 m en la que llegó a ser medallista de bronce olímpico en 1972.

## Carrera deportiva
En los JJ. OO. de Múnich 1972 ganó la medalla de oro en los relevos 4 x 100 metros, con un tiempo de 3879 segundos, llegando a meta tras Estados Unidos (oro con 38.19 segundos que fue récord del mundo) y la Unión Soviética (plata), siendo sus compañeros de equipo: Jobst Hirscht, Gerhard Wucherer y Klaus Ehl.